# Веццани
Веццани (фр. Vezzani, корс. Vezzani) — коммуна во Франции, находится в регионе Корсика. Департамент коммуны — Верхняя Корсика. Административный центр кантона Веццани. Округ коммуны — Бастия.
Код INSEE коммуны — 2B347.

## Население
Население коммуны на 2008 год составляло 319 человек.
| 1962 | 1968 | 1975 | 1982 | 1990 | 1999 | 2008 |
| ---- | ---- | ---- | ---- | ---- | ---- | ---- |
| 408  | 451  | 408  | 412  | 336  | 300  | 319  |

## Экономика
В 2007 году среди 171 человек в трудоспособном возрасте (15—64 лет) 107 были экономически активными, 64 — неактивными (показатель активности — 62,6 %, в 1999 году было 59,5 %). Из 107 активных работали 91 человек (58 мужчин и 33 женщины), безработных было 16 (8 мужчин и 8 женщин). Среди 64 неактивных 15 человек были учениками или студентами, 25 — пенсионерами, 24 были неактивными по другим причинам.

## Фотогалерея
- Церковь Благовещения
- Военный монумент